# Tija Gomilar Zickero
Tija Gomilar Zickero (født 12. maj 2000 i Ljubljana, Slovenien) er en kvindelig slovensk håndboldspiller, der spiller for RK Krim og Sloveniens kvindehåndboldlandshold.
Hun blev udtaget til landstræner Dragan Adžić' trup ved VM i kvindehåndbold 2021 i Spanien, hvor det slovenske hold blev nummer 17. Hun deltog desuden også ved EM 2020 i Danmark, hvor hun fik slutrundedebut.